# Mike Post
Leland Michael Postil (Los Ángeles, California; 29 de septiembre de 1945), más conocido como Mike Post, es un compositor de música para series de televisión estadounidense, ganador de premios Grammy y Emmy.

## Carrera
Trabajó con Kenny Rogers en los años sesenta y produjo sus primeros 3 álbumes con su grupo The First Edition, así mismo produjo el trabajo de Dolly Parton en el álbum 9 to 5 and Odd Jobs de 1981. 
Su primer Grammy lo obtuvo a los 23 años por el Arreglo Instrumental de "Classical Gas" de Mason Williams. A los 24 se convirtió en el director musical de The Andy Williams Show. Pero su gran éxito vino con la composición en conjunto con Pete Carpenter) del tema de la serie The Rockford Files del productor Stephen J. Cannell.
Ganó un Emmy por el tema de Murder One y también fue nominado por NYPD Blue. Ganó el premio de BMI por la música de La Ley de Los Angeles y Hunter.
Su carrera como compositor de televisión comenzó en 1970. A lo largo de los años ha escrito la música para las series como NewsRadio, Blossom, Baa Baa Black Sheep, Hill Street Blues también conocida como Canción Triste de Hill Street, The A-Team (conocida en España como El Equipo A y Los Magníficos en Hispanoamérica), The Greatest American Hero, Magnum, P.I., CHiPs, Hardcastle and McCormick, Doogie Howser, M.D., Quantum Leap, Riptide, Renegade, Silk Stalkings y Wise Guy.